# Fritz Luckhard
Friedrich Theodor Luckhard (* 21. August 1878; † 24. August 1965 in Weyhers) war ein deutscher Studiendirektor und Heimatforscher.

## Leben
Luckhard war der Sohn des Posthalters Carl Friedrich August Ludwig Luckhard und dessen Frau Marie Dorothea, geborene Stolzenbach. Seine Mutter starb, als er zwölf Jahre alt war und er wurde danach bei Verwandten in Homberg/Efze untergebracht. Dort besuchte er das Progymnasium und erlangte danach 1899 im Wilhelmsgymnasium Kassel die Hochschulreife. Er studierte klassische Philologie in Gießen, Bonn und Berlin. Er wurde als Student Mitglied des Philologischen Vereins Bonn im Naumburger Kartellverband. Nach bestandenem Staatsexamen absolvierte er sein Referendariat in Koblenz und Saarbrücken. 1907 wurde er zum Königlich-Preußischen Oberlehrer ernannt und unterrichtete danach an der Goetheschule Wetzlar Latein, Griechisch und Geschichte. Während dieser Zeit promovierte er am 20. Februar 1914 mit de, Thema "Das Privathaus im ptolemäischen und römischen Ägypten" an der Friedrich-Wilhelms-Universität in Bonn zum Doktor der Philosophie.
Am Ersten Weltkrieg nahm er als Leutnant der Reserve bei der Artillerie teil. Aufgrund einer Verletzung, die er in Flandern erlitt, blieb seine rechte Hand für den Rest seines Lebens steif.
Später war er am Kasseler Wilhelmsgymnasium ab 1924 als Studiendirektor beschäftigt. Ab 1928 leitete er das Friedrichsgymnasium (ebenfalls in Kassel) im Rang eines Oberstudiendirektors bis zu seiner Pensionierung 1943. Seine Wohnung in Kassel war durch Luftangriffe zerstört worden und er zog 1943 nach Weyhers (Landkreis Fulda). Dort war er kriegsbedingt 1944 noch einmal zwei Monate als Aushilfslehrer tätig.
Luckhard war seit 1913 mit der Tochter seines Vorgesetzten Direktors an seiner damaligen Arbeitsstelle in Wetzlar verheiratet. Er hatte zwei Söhne. Der erste wurde 1914 geboren  und starb 1936 im Rang eines Leutnants der Luftwaffe bei einem Flugunfall an der Ostseeküste. Der zweite wurde 1932 geboren, studierte zuerst Maschinenbau um danach ab 1958 zur neugegründeten Bundeswehr zu gehen. Dort war er bei der Pensionierung Oberstleutnant und Leiter des Truppenübungsplatzes Hammelburg. Dieser starb 2009.

## Politik
Seit 1907 war Luckhard Mitglied der Nationalliberalen Partei und nach dem Ersten Weltkrieg der Deutschen Volkspartei als deren Nachfolgeorganisation. Aus Unzufriedenheit mit der Situation in der Weimarer Republik wurde er 1932 NSDAP-Mitglied. Er war ehrenamtlich in der Kulturabteilung des Gaues tätig und hatte das Amt des Gaustellenleiters im Nationalsozialistischen Lehrerbund inne. Weil er die Gleichbehandlung und Förderung jüdischer Schüler weiter betrieb und wegen Unstimmigkeiten aufgrund der nationalsozialistischen Sippenforschung wurde er 1938 aus der NSDAP ausgeschlossen und verlor damit auch seine Parteiämter.
Aufgrund seines frühen Parteieintritts und seiner Parteiämter war Luckhard von 1945 bis 1947 knapp zwei Jahre lang interniert. Im Spruchkammerverfahren wurde er 1949 als Mitläufer eingestuft und erhielt daraufhin wieder seine Pension.

## Heimatforschung
Im Ruhestand widmete sich Luckhard der Heimatgeschichte. Er forschte besonders rund um das Adelsgeschlecht derer von Ebersberg. Insbesondere in den Archiven deren von Waldthausen in Gersfeld und derer von Montjoie-Froberg in Wien, die nach dem Aussterben der männlichen Linie des Ebersberger Adelsgeschlechts deren Besitztümer übernommen hatten.
Von 1956 bis 1958 machte er gemeinsam mit Gotthold Wagner Ausgrabungen auf der Ebersburg. Auch die Geschichte der Wasserburg in Weyhers erforschte er. Auch ein halbes Jahrhundert nach seinem Tod sind seine Ergebnisse weitere wichtige Grundlagen für weitere Forschungen. Sein Nachlass befindet sich im Bestand der Landesbibliothek Fulda.

## Schriften (Auswahl)
- Familienkunde für die gesamte kurhessische Jugend. National-Verlag Westfalia, Dortmund um 1935.
- Die Regesten der Herren von Ebersberg genannt von Weyhers in der Rhön (1170–1518) (= Veröffentlichung des Fuldaer Geschichtsvereins. Bd. 40, ZDB-ID 517272-x). Parzeller, Fulda 1963.